# Stift Bassum

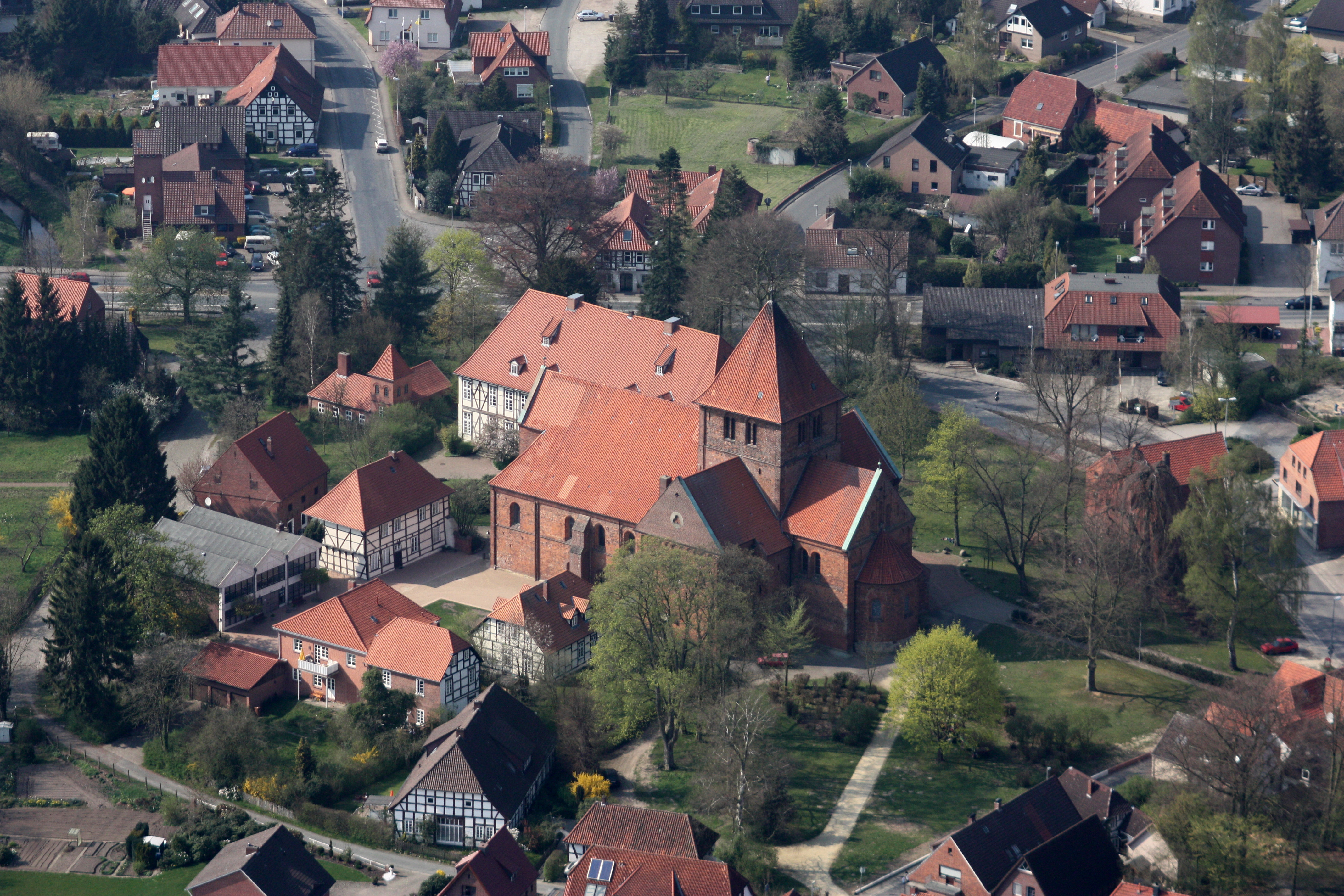
Stift Bassum (Luftbild)

Das Stift Bassum ist ein evangelisches Stift (= Frauenstift oder Kanonissenstift) in Bassum. Es  ist das älteste Stift in Niedersachsen. In der Europäischen Union ist das Stift in Bassum das einzige noch bestehende Kanonissenstift.

## Geschichte
858 gab die Edeldame Liutgart ihr gesamtes väterliches Erbe und gründete das Stift als Kanonissenstift im Sinne der Aachener Kanonissenregel von 816. Die adligen Familien des Landes hatten damit die Möglichkeit, ihren unverheirateten Töchtern eine christliche Erziehung und eine Versorgung zu geben. Geweiht wurde das Stift von Ansgar, Erzbischof von Hamburg und Bremen (831–865). Liutgart war auch die erste Äbtissin des Stifts. Bis heute wird das Stift von einer Äbtissin geführt. Die heutige Äbtissin ist seit 2008 Isabell von Kameke.
Das Stift nahm im 12. oder 13. Jahrhundert die Benediktinerregel an. Seit 1541 ist es evangelisch. Im Stift lebten früher bis zu 10 Stiftsdamen. Im Gegensatz zu Klöstern war ihnen im Stift Privatbesitz gestattet, auch durften sie das Stift verlassen. Ihre Hauptaufgabe war das feierliche Gotteslob, die Fürbitte für die Verstorbenen und die Armenfürsorge.
Heute hat das Stift zwar auch noch 10 Stiftsdamen (Kapitularinnen), es besteht aber – außer für die Äbtissin und ihre Stellvertreterin, die Dechantin – keine Residenzpflicht mehr, so dass sie meist in ihren jeweiligen Heimatorten wohnen, wo sie ganz normalen Berufen nachgehen – sie fühlen sich aber dem Stift verbunden und treffen sich jährlich zur Sitzung des Kapitels. Die Frauen müssen auch nicht mehr adlig sein.
Das Stift ist die Keimzelle der Stadt Bassum, die damals Birsina hieß.

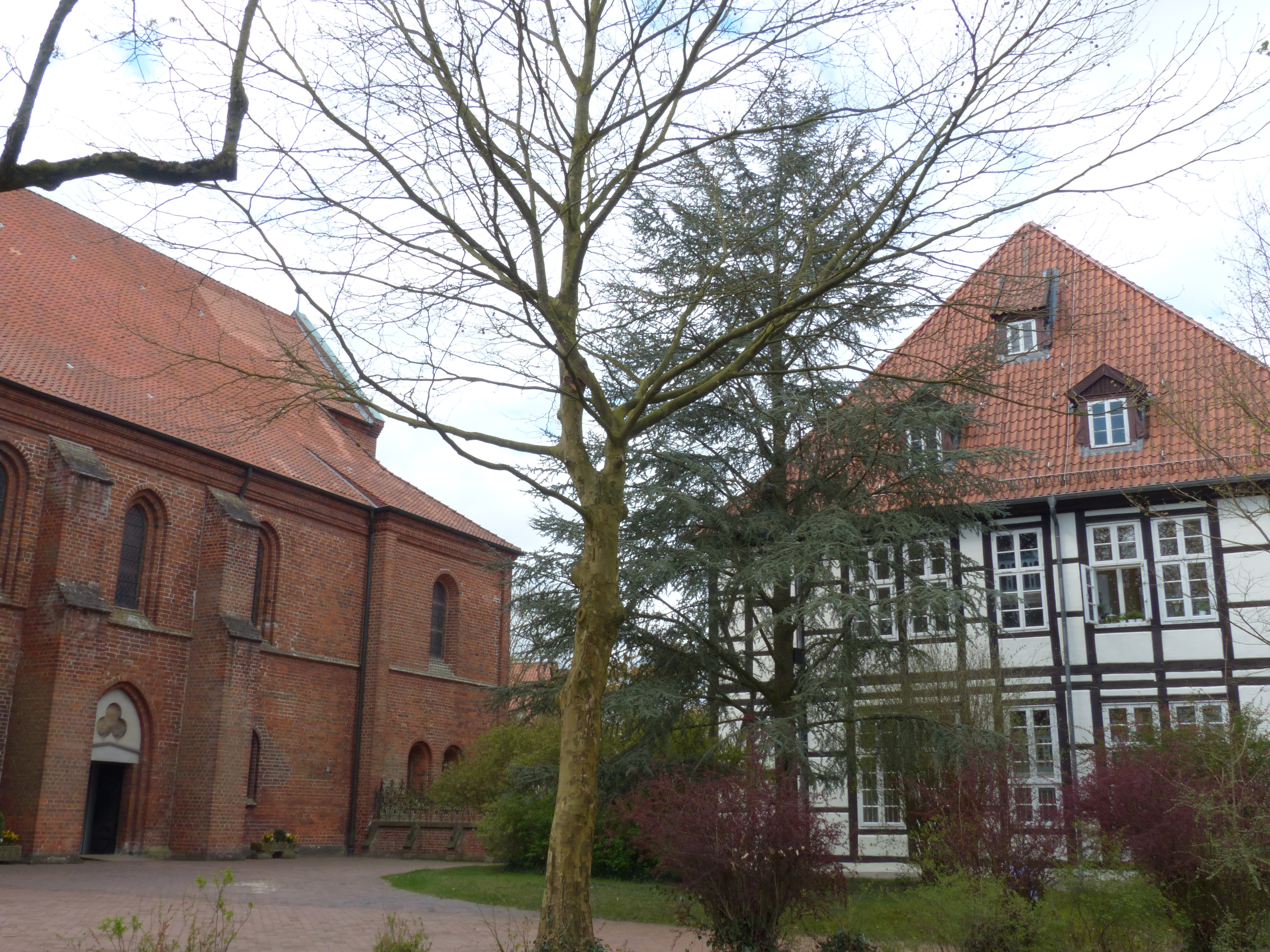
Zeder im Winkel zwischen Nordseite des Kirchenschiffs und Westgiebel des heutigen Stiftsgebäudes

## Gebäude
Die heutige Abtei wurde 1754 unter der Äbtissin Margaretha Eleonora von Estorff (Amtszeit 1751 bis 1776) in Fachwerk erbaut, nachdem sie das alte Äbtissinnenhaus hatte abreißen lassen. Das heutige Äbtissinnenhaus steht für Besichtigungen offen und beherbergt eine Vielzahl kunsthistorisch bedeutender Gegenstände. Im oberen Stockwerk befinden sich der Kapitelsaal mit handgemalter, umlaufender Wandbespannung aus Rupfen (ein leichtes Jutegewebe) aus dem Jahr 1781 (1989 restauriert) und ein Kanonikuszimmer, das dem ab und zu anreisenden Kanonikus zur Unterbringung diente. Im Kanonikuszimmer gibt es eine Deckenmalerei mit schlichten Ranken. Neben dem Äbtissinnenhaus wurden um den Stiftshof die ehemaligen Stiftsdamenhäusern errichtet. Zum Stift Bassum gehört auch ein Stiftsgarten, und in der Nähe gibt es einen Stiftsforst.
Die zugehörige Stiftskirche St. Mauritius und St. Viktor ist eine mittelgroße Backsteinkirche des 13. Jahrhunderts. Das Patronat hat das Stift 1932 an die Evangelisch-lutherische Landeskirche Hannovers abgegeben. Vor dem gotischen Laienportal an der Nordseite des Langhauses steht eine Zeder.

## Äbtissinnen des Stifts Bassum
| Nr. | Name                              | Abbatiat  | Anmerkungen                                                                            | Herkunft           | Darstellung |
| --- | --------------------------------- | --------- | -------------------------------------------------------------------------------------- | ------------------ | ----------- |
| 1.  | Luitgart                          | 858–      | Gründete das Stift mit ihrem väterlichen Erbe                                          |                    |             |
|     | Richardis von Stade               | 1151–1152 | Schwester des Bremer Erzbischofs Hartwig von Stade, Schülerin der Hildegard von Bingen | Stade              |             |
|     | Beatrix von Oldenburg             | 1207–1224 | Tochter von Heinrich I. von Oldenburg                                                  | Oldenburg          |             |
|     | Ethelind zur Lippe                | 1224–1243 | Tochter von Bernhard II. zur Lippe                                                     | Lippe              |             |
|     | Salome von Oldenburg              | 1224–1267 | Tochter von Moritz I. von Oldenburg                                                    | Oldenburg          |             |
|     | Sophie von Hoya                   | 1294–1301 | Tochter von Heinrich II. von Hoya.                                                     | Hoya               |             |
|     | Agnes von Oldenburg               | 1301–     | Tochter von Graf Otto II. von Oldenburg-Delmenhorst.                                   | Oldenburg          |             |
|     | Hadewig von Hoya                  | 1363–1365 | Tochter von Otto II. von Hoya.                                                         | Hoya               |             |
|     | Anna Freese                       | 1481–1541 | Letzte katholische Äbtissin.                                                           |                    |             |
|     | Margarethe von Hoya               | 1541–1549 | Erste evangelische Äbtissin, Tochter von Jobst II. von Hoya.                           | Hoya               |             |
|     | Anna von Hoya                     | 1549–1585 | Schwester von Margerethe von Hoya                                                      | Hoya               |             |
|     | Margarethe von Fulden             | 1585–1604 |                                                                                        |                    |             |
|     | Mette Hermeling                   | 1604–1620 |                                                                                        |                    |             |
|     | Gertrud Slepegrell                | 1620–1636 |                                                                                        |                    |             |
|     | Göst Anne Elmendorp               | 1636–1644 |                                                                                        |                    |             |
|     | Anna Margarethe von Reusch        | 1644–1679 |                                                                                        |                    |             |
|     | Anna Margarethe von Oeffener      | 1679–1698 |                                                                                        |                    |             |
|     | Sophie Amalia von Marschalk       | 1698–1705 |                                                                                        |                    |             |
|     | Antoinette M. v. d. Busche        | 1706–1724 |                                                                                        |                    |             |
|     | Anna Lucie von Rochow             | 1724–1727 |                                                                                        | Rochow             |             |
|     | Helene von Löw                    | 1727–1743 |                                                                                        |                    |             |
|     | Hedwig Eleonore von Hardenberg    | 1743–1751 |                                                                                        | Hardenberg         |             |
|     | Margaretha Eleonora von Estorff   | 1751–1776 |                                                                                        | Estorff            |             |
|     | Helene Dorothea von Ledebur       | 1776–1796 |                                                                                        | Ledebur            |             |
|     | Sophie Frederike von Post         | 1796–1803 |                                                                                        |                    |             |
|     | Helene Dor. Fried. von Freitag    | 1803–1814 |                                                                                        |                    |             |
|     | Mar. Joh. L. E. von Cornberg      | 1814–1840 |                                                                                        | Cornberg           |             |
|     | Dor. S. Ulr. G. von Oldershausen  | 1840–1871 |                                                                                        | Oldershausen       |             |
|     | Luise C. Dor. von Issendorff      | 1871–1903 |                                                                                        |                    |             |
|     | Anna W. L. Fr. Götz von Olenhusen | 1903–1928 |                                                                                        |                    |             |
|     | Else Ther. S. D. von Arnswald     | 1928–1945 |                                                                                        |                    |             |
|     | Wiltrudis von Ditfurth            | 1945–1984 |                                                                                        | Ditfurth           |             |
|     | Barbara von Wallenberg Pachaly    | 1984–2008 |                                                                                        | Wallenberg Pachaly |             |
|     | Isabell von Kameke                | 2008–     |                                                                                        | Kameke             |             |

## Bilder

### Übersicht

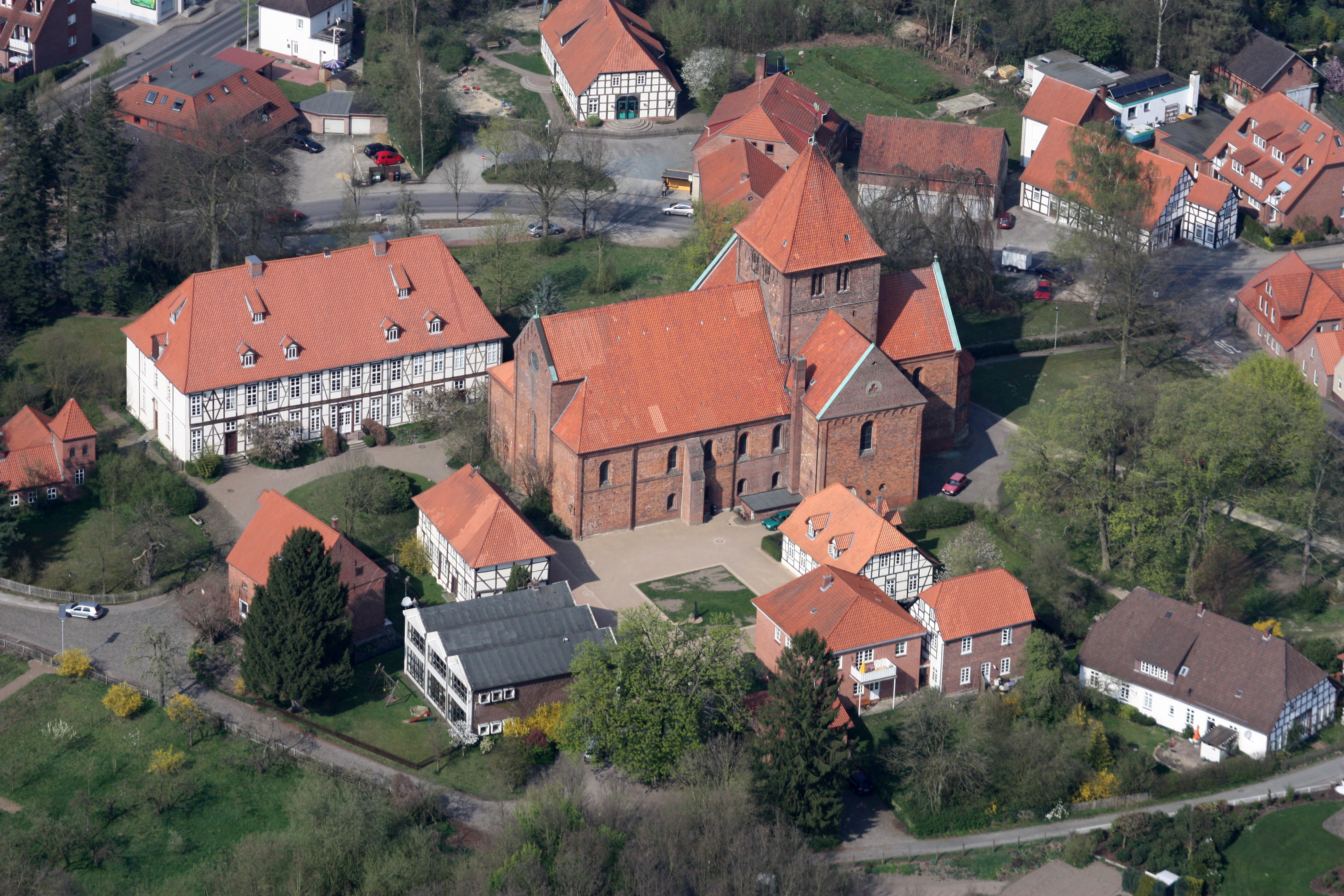
Stift (weiße Gebäude) und Stiftskirche aus der Vogelperspektive
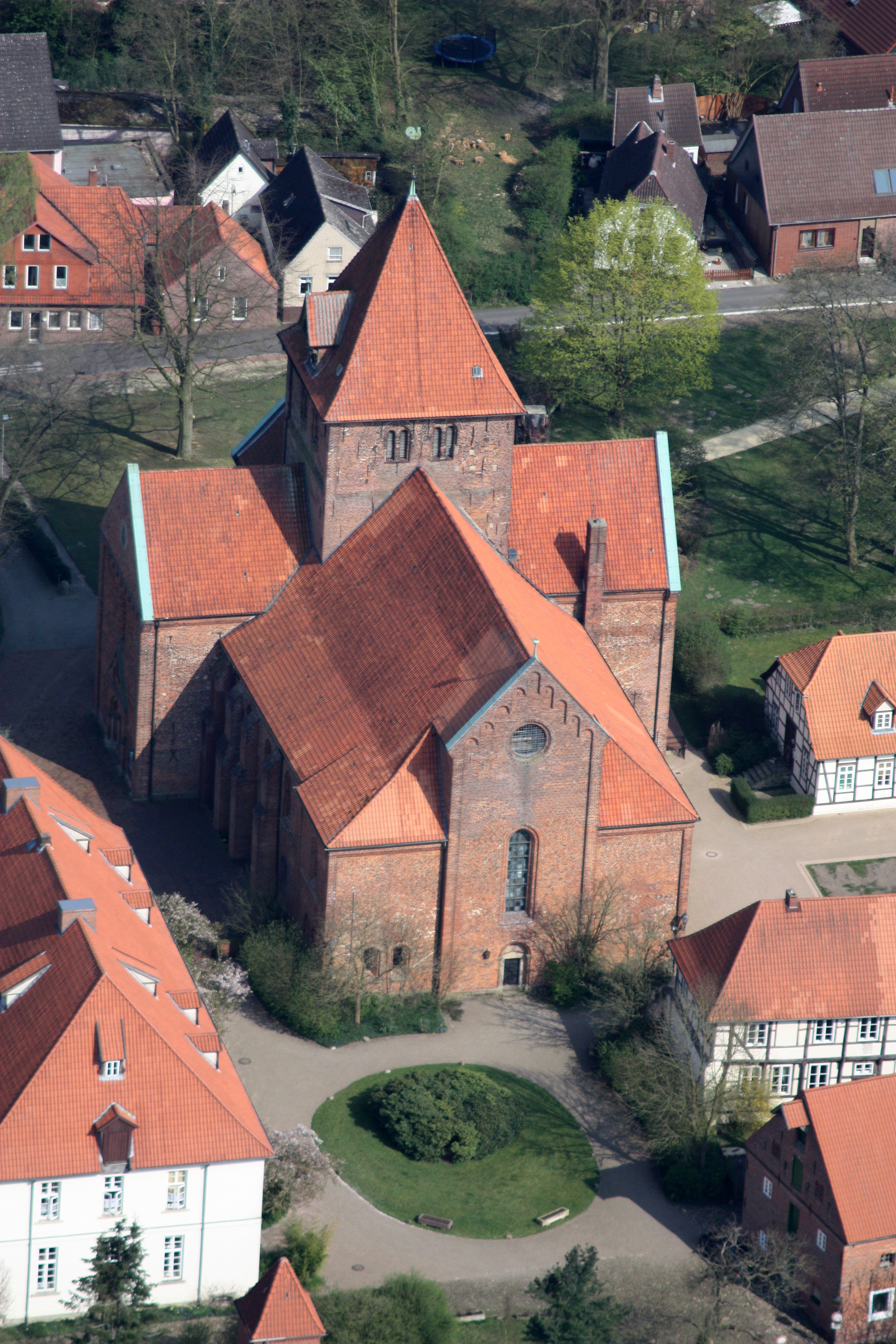
Westlicher Hof
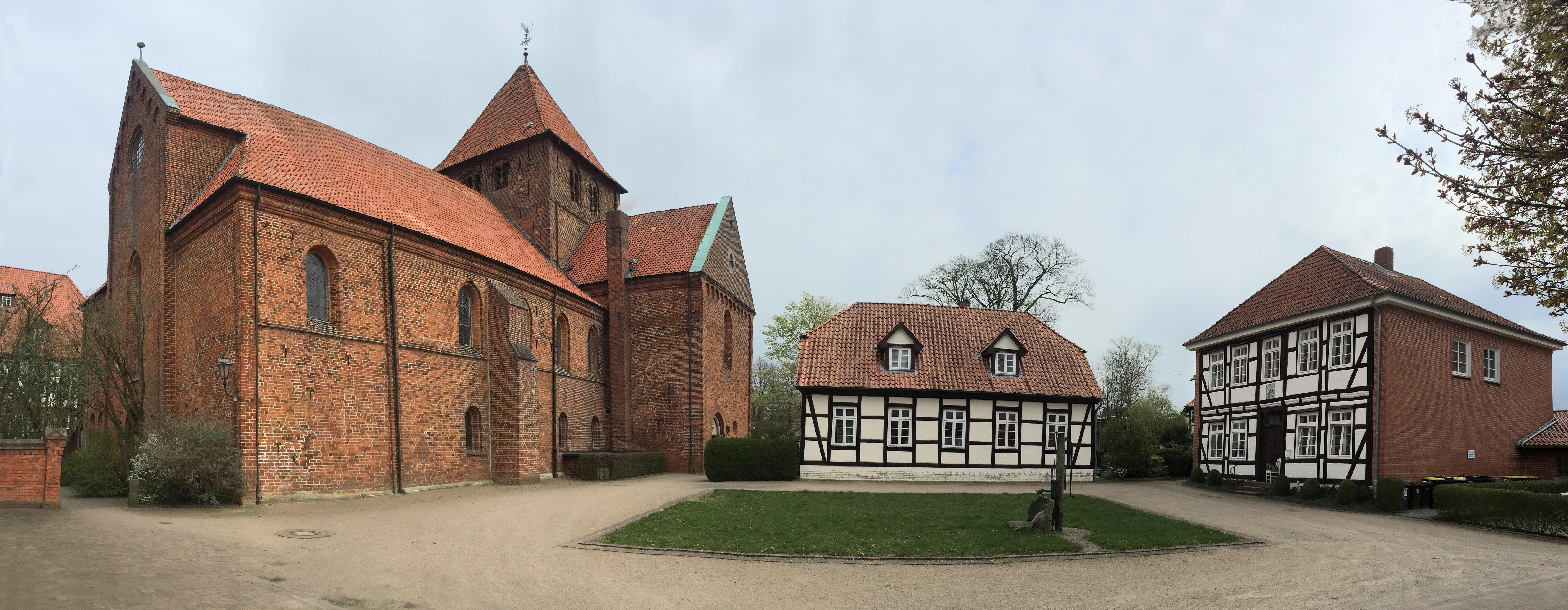
Kleiner Stiftshof mit Stiftskirche „St. Mauritius & St. Viktor“ und Stiftsdamenhäusern

### Einzelne Gebäude

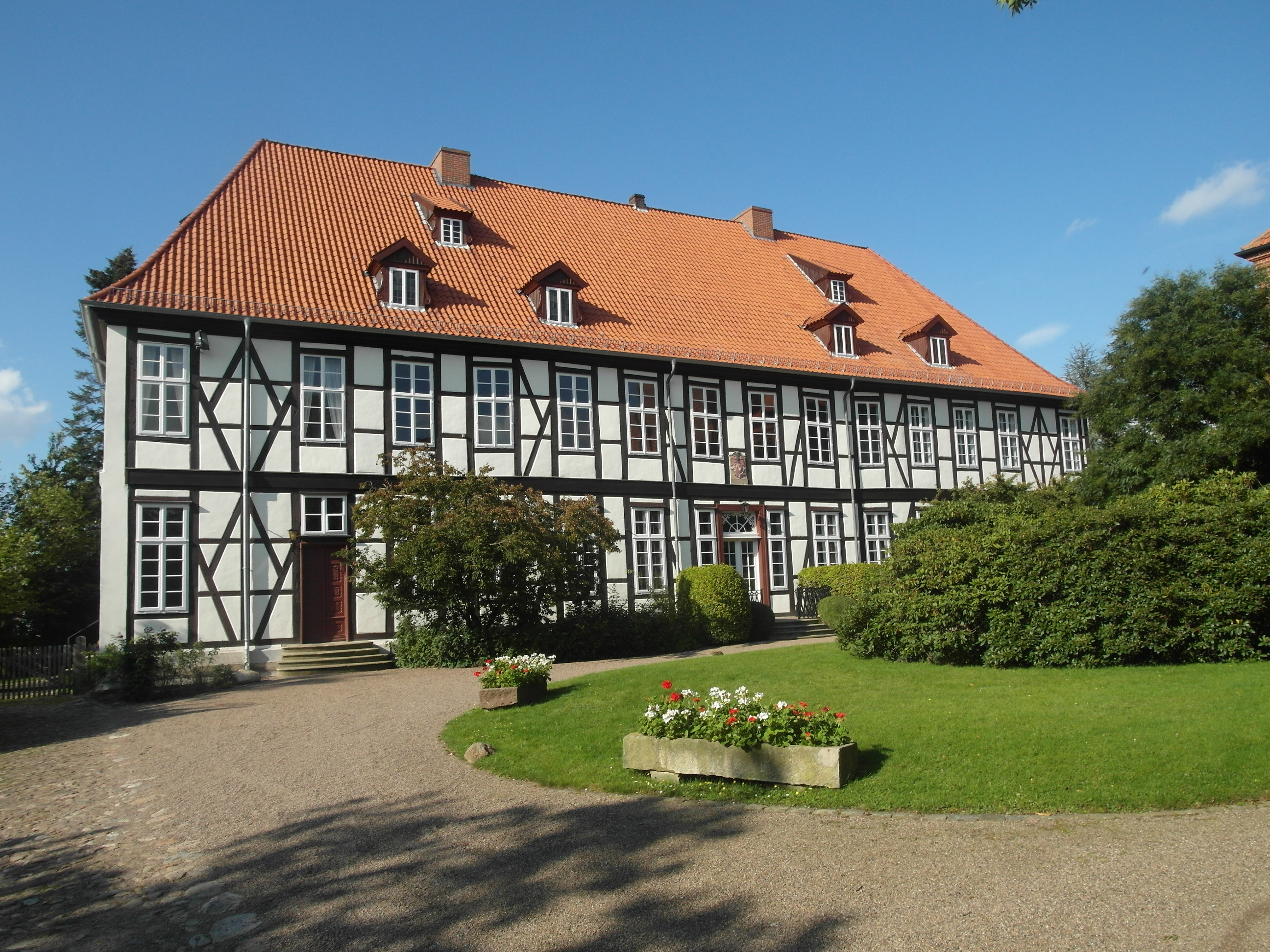
Abteigebäude (Stift 1) Residenz der Äbtissin von 1754
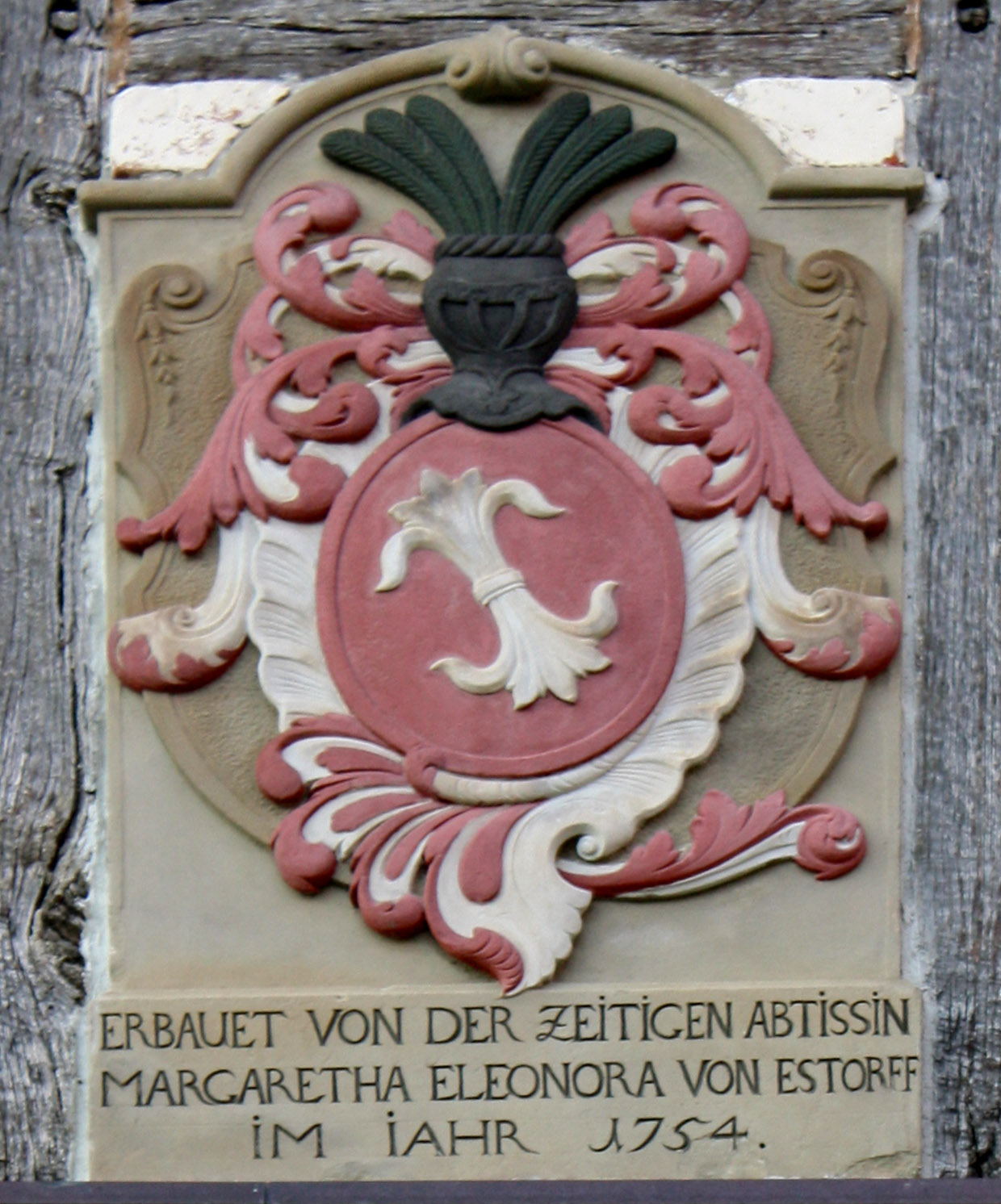
Wappen der Äbtissin Margaretha Eleonora von Estorff (1754)
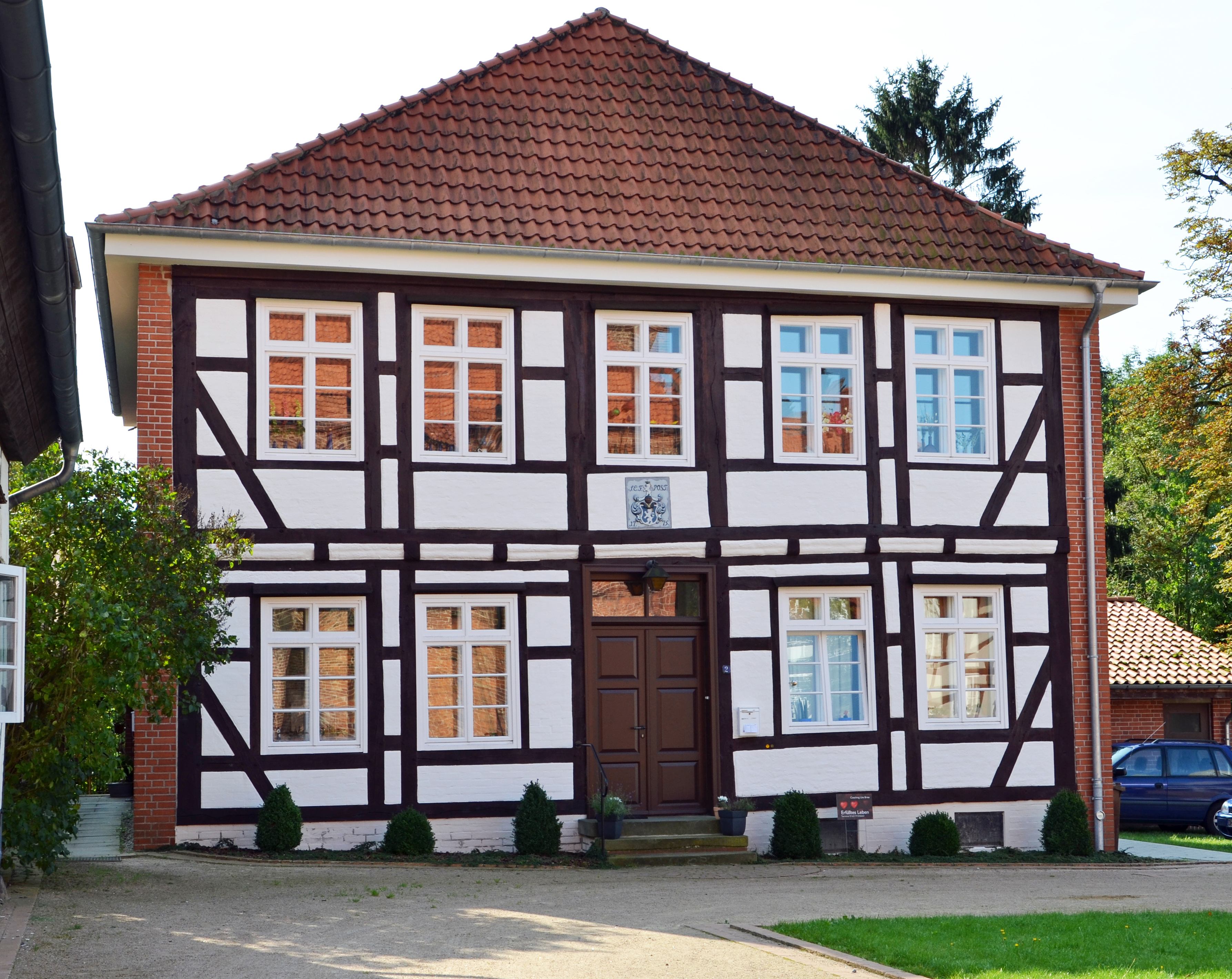
Stiftsdamenhaus (Stift 2) Wohnhaus der Dechantin Südseite Kleiner Stiftshof von 1775
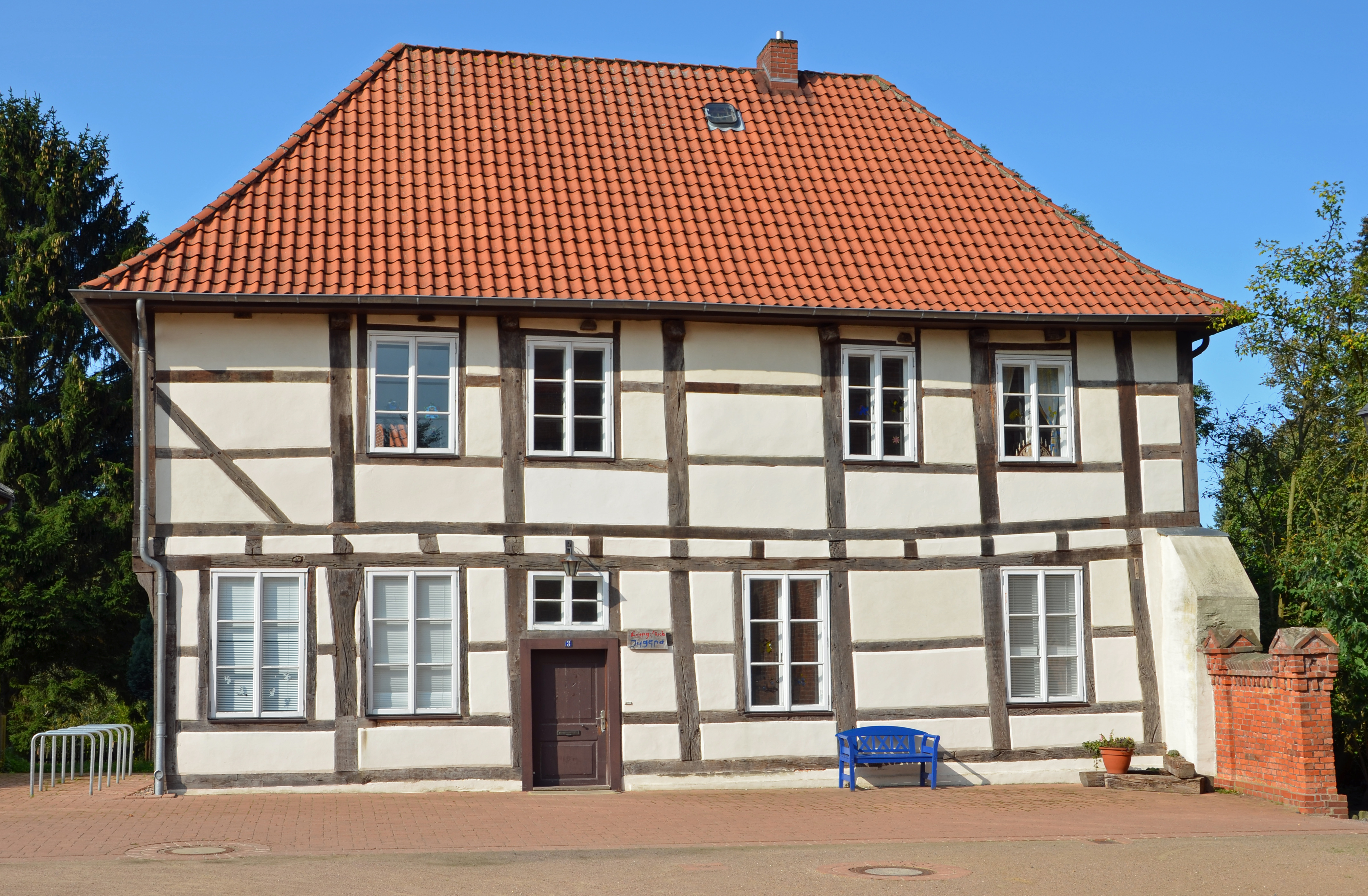
Stiftsdamenhaus (Stift 3) Westseite Kleiner Stiftshof von 1689
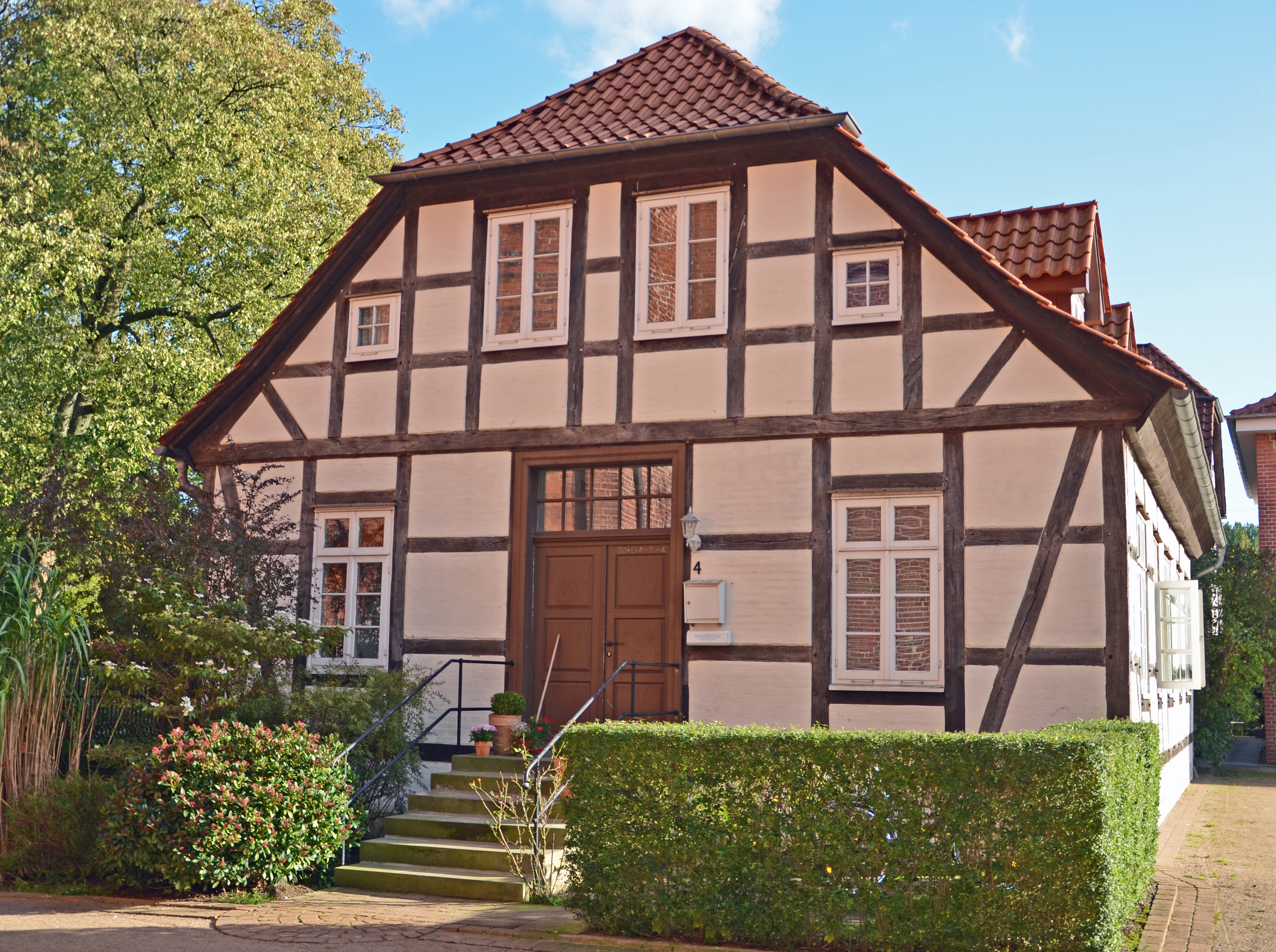
Stiftsdamenhaus (Stift 4) Ostseite Kleiner Stiftshof
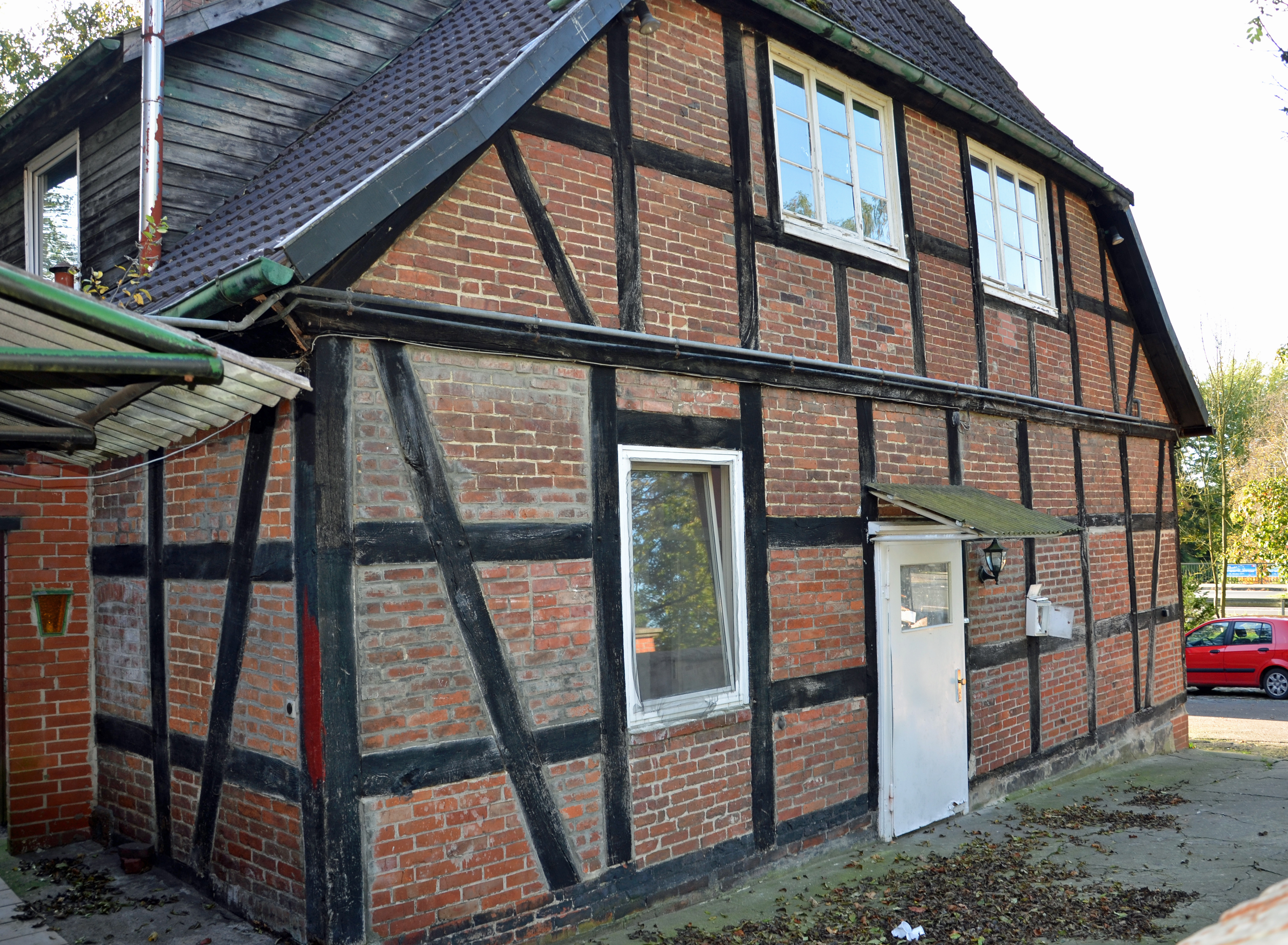
Ehemaliges Wohnhaus des Stiftmüllers (Stift 5)
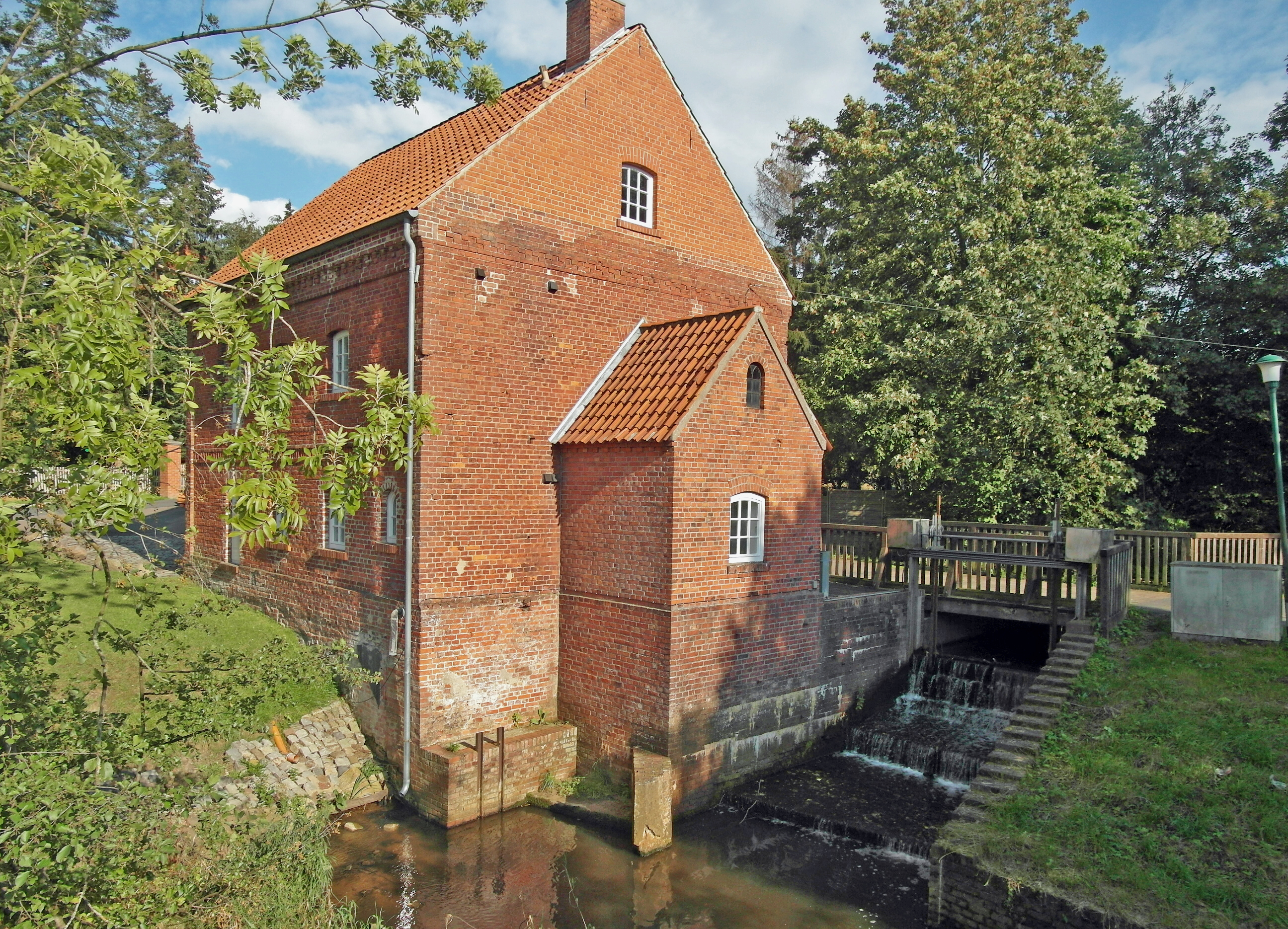
Stiftsmühle Bassum von 1881
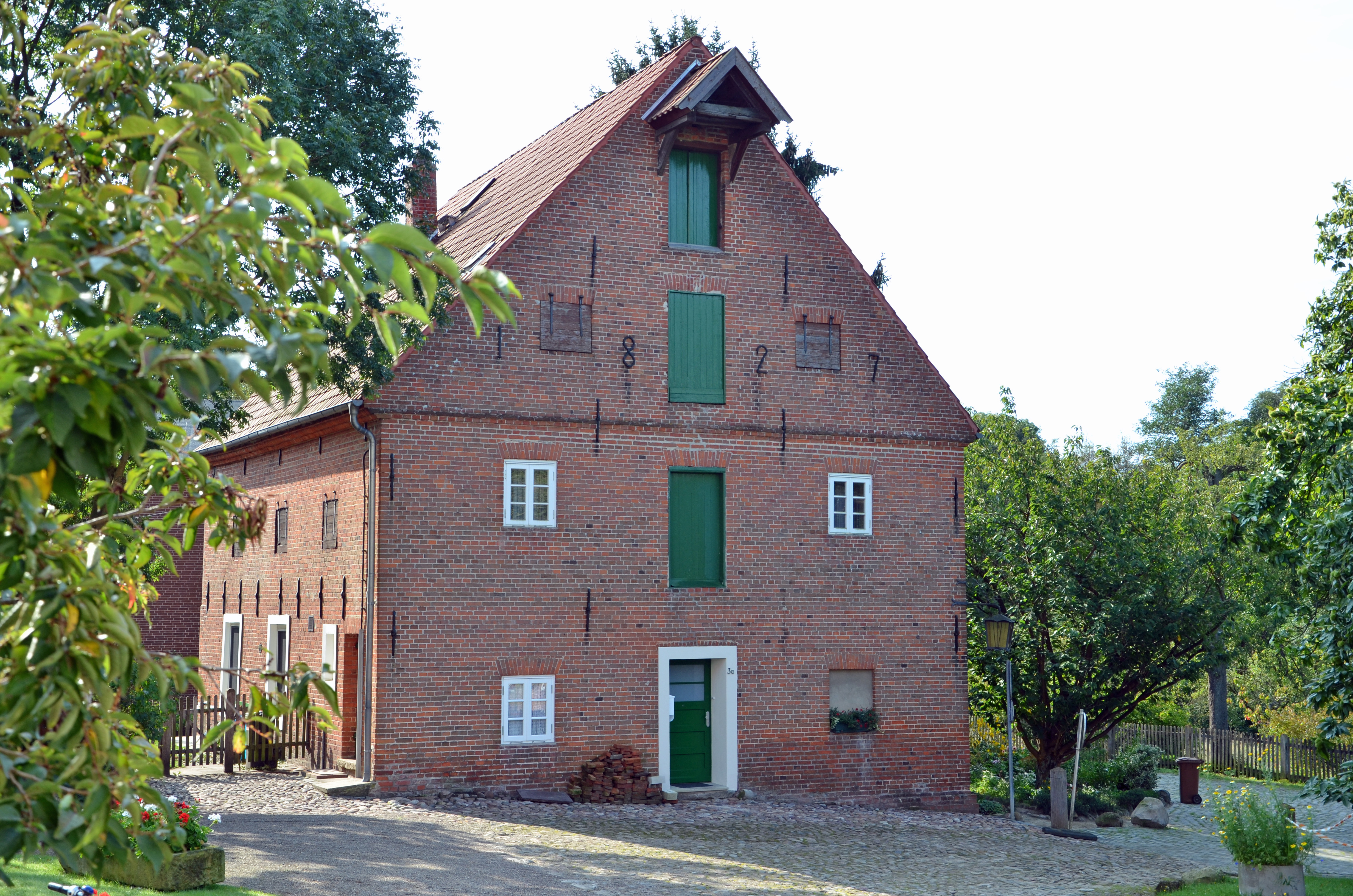
Ehemaliger Speicher (Stift 3a) von 1827
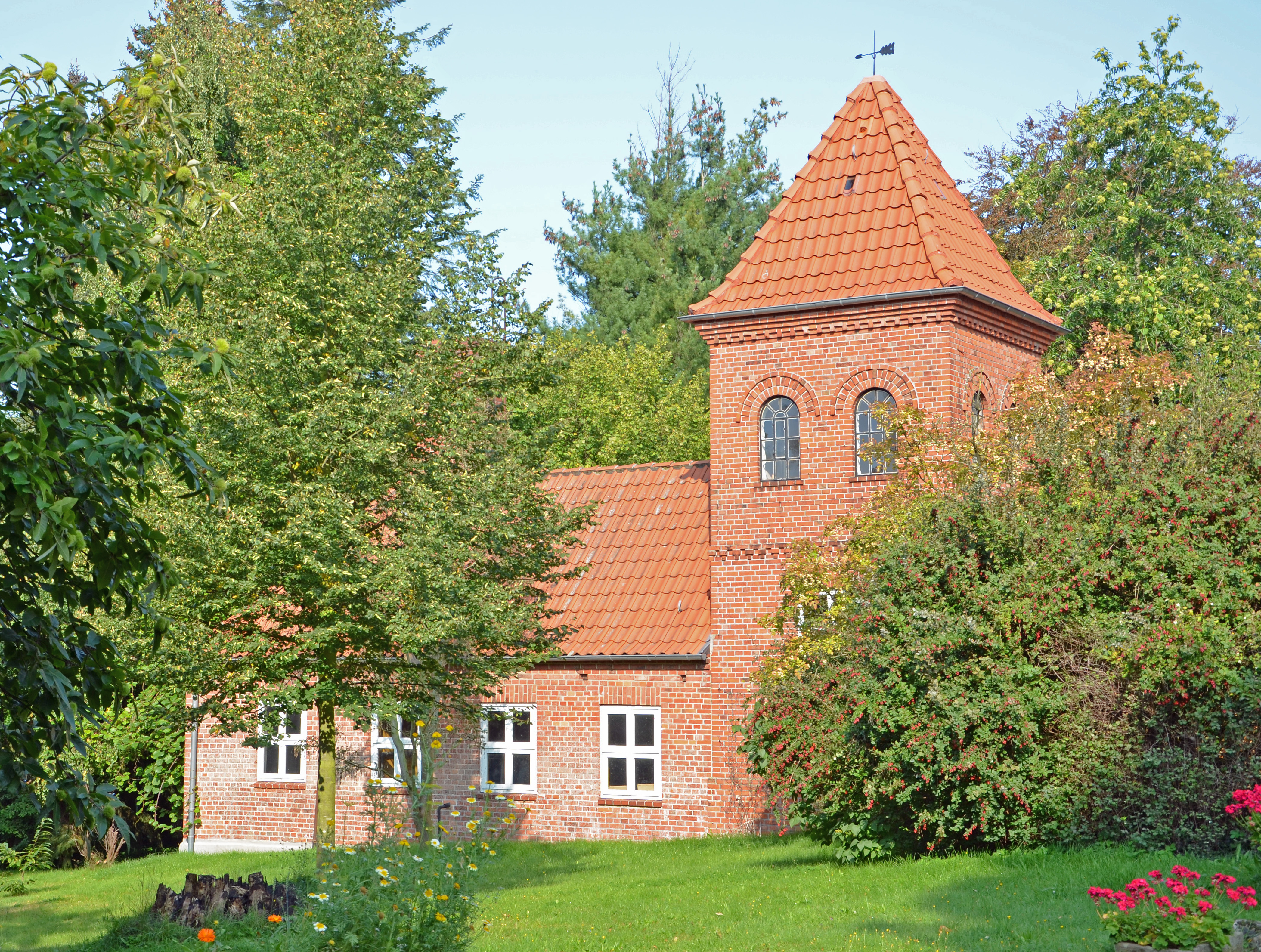
Gewächshaus/Stall (Stift 1a)